# Reftinski
Reftinski (russisch Ре́фтинский) ist eine Siedlung städtischen Typs in der Oblast Swerdlowsk (Russland) mit 16.496 Einwohnern (Stand 14. Oktober 2010).

## Geographie
Die Siedlung liegt im östlichen Vorland des Mittleren Urals, etwa 70 Kilometer (Luftlinie) nordöstlich der Oblasthauptstadt Jekaterinburg am rechten Ufer des gleichnamigen Stausees, zu dem hier der linke Pyschma-Nebenfluss Reft bzw. dessen Quellflüsse Bolschoi und Maly Reft (Großer und Kleiner Reft) aufgestaut sind.
Reftinski bildet seit 2004 einen eigenen Stadtkreis, nachdem es zuvor seit seiner Gründung der Verwaltung der 15 Kilometer südwestlich gelegenen Stadt Asbest unterstellt war.

## Geschichte
Reftinski entstand ab 1963 im Zusammenhang mit der Errichtung des Wärmekraftwerkes Reftinski (Reftinskaja GRES). Zunächst entstand in zwölf Kilometer Entfernung die temporäre Bauarbeitersiedlung Opuschka.
Am 30. Dezember 1966 wurde der an der heutigen Stelle gelegenen Siedlung unter der vom Namen des Flusses abgeleiteten Bezeichnung der Status einer Siedlung städtischen Typs verliehen. 1970 nahm der erste, 1980 der zehnte und letzte Kraftwerksblock den Betrieb auf.

### Einwohnerentwicklung
| Jahr | Einwohner |
| ---- | --------- |
| 1970 | 8.130     |
| 1979 | 13.936    |
| 1989 | 17.134    |
| 2002 | 17.968    |
| 2009 | 17.816    |

Anmerkung: 1970–2002 Volkszählungsdaten

## Wirtschaft und Infrastruktur
Stadtbildendes Unternehmen ist das von OGK-5 betriebene Wärmekraftwerk Reftinskaja GRES. Mit einer installierten Leistung von 3800 Megawatt ist es das leistungsstärkste mit festen Brennstoffen – Steinkohle aus dem Becken von Ekibastus in Kasachstan – betriebene Wärmekraftwerk Russlands. Einer der Schornsteine des Kraftwerks weist eine Höhe von 330 Metern auf.
Ein weiterer bedeutender Betrieb ist die 1982 als größter Geflügelhaltungsbetrieb des Uralgebietes eröffnete Reftinskaja Ptizefabrika („Reftinsker Geflügelfabrik“). Das Industriegebiet befindet sich am der Siedlung gegenüber liegenden, nördlichen Ufer des Stausees.
Reftinski ist Endpunkt einer 14 Kilometer langen elektrifizierten Eisenbahnstrecke, die von der Station Reft der östlich verlaufenden Strecke von Nischni Tagil bzw. Serow über Alapajewsk nach Bogdanowitsch an der Transsibirischen Eisenbahn abzweigt. Über diese Strecken besteht Vorortzugverbindung nach Jekaterinburg. Die direkte Verbindung in südwestlicher Richtung über Asbest ist durch Tagebaue unterbrochen bzw. wird nur im Güter- und Werksverkehr genutzt.
Über Asbest besteht Anschluss an die Fernstraße R351 Jekaterinburg–Tjumen. In östlicher Richtung nach Suchoi Log führt eine unbefestigte Straße.